# Senyoria de Salins
La senyoria de Salins fou una jurisdicció feudal donada en feu per l'abat de Sant Maurici de Valais a Alberic I vescomte de Mâcon el 942. La dinastia narbonesa es va mantenir fins al 1175. L'hereva Maureta de Salins, va deixar la senyoria a la casa de Vienne, que la va vendre el 1225 a Hug IV duc de Borgonya, que la va infeudar el 1237 a Joan de Chalon a canvi del comtat de Chalon-sur-Saône. Els seus descendents que van ser comtes, ducs de Borgonya, i més tard reis i emperadors, van portar el títol de senyors de Salins

## Llista de senyors
- Alberic I 942-945 (vescomte de Mâcon) (dinastia de Narbona)
- Humbert I (fill) 945-951
- Humbert II (fill) 951-1028
- Gauxer I (fill) 1028-1050
- Gauxer II (fill) 1050-?
- Humbert III (fill) ?-1132
- Gauxer III (fill) 1132-1175
- Guiona (Maureta) de Salins (filla) 1175-1184
- Gerard I (espòs) 1175-1184 (comte de Mâcon i de Vienne 1156-1184)
- Gauxer IV 1184-1219
- Margarida (filla) 1219-1225
- La senyoria és venuda a Hug IV de Borgonya 1225
- Hug I (Hug IV de Borgonya) 1225-1237 (duc de Borgonya 1218-1272)
- Permuta la senyoria amb Joan de Chalon, a canvi del comtat de Chalon-sur-Saône i el Comtat d'Auxonne, 1237
- Joan I l'antic o el savi (Joan de Chalon) 1237-1268 (comte de Chalon-sur-Saône 1228-1237 i d'Auxonne 1237)
- Hug de Chalon, fill hereu mort el 1267 (comte Palatí de Borgonya 1248-1267)
- Otó I (fill) 1268-1303 (comte Palatí de Borgonya 1279-1303)
- Joana I 1303-1330 (comtessa Palatina de Borgonya 1307-1330, comtessa d'Artois 1329-1330)
- Felip V el llarg, rei de França (espòs)
- Joana II de França (filla) 1330-1347 (comtessa d'Artois i comtessa palatina de Borgonya)
- Odó (Eudes) (espòs) 1330-1347 (duc de Borgonya 1315-1349)
- Felip (fill, hereu) 1323-1346
- Felip I (fill) 1347-1361 (comte d'Artois i Borgonya 1347-1361; comte d'Alvèrnia i Bolònia 1360-1361; duc de Borgonya 1349-1361)
- Margarida de França (germana de Joana II) 1361-1382 (comtessa de Borgonya i d'Artois)
- Lluís (espòs), comte de Flandes, Nevers i Rethel
- Lluís I de Mâle (fill) 1382-1384 (comte de Borgonya i d'Artois 1382-1384; comte de Flandes, Nevers i Rethel 1346-1384)
- Margarida de Flandes (filla) 1384 (comtessa de Borgonya, Artois, Flandes, Nevers i Rethel
- Felip II de França, l'intrèpid (rei de França) 1384-1414 (espòs)
- Joan sense por (fill) 1414-1419 (comte de Borgonya, Flandes i Artois 1414-1419, comte de Nevers i Rethel 1385-1404, duc de Borgonya 1404-1419
- a Borgonya 1419